# Comuna Partîzanske, Jovtnevîi
Partîzanske (în ucraineană Партизанське) este o comună în raionul Jovtnevîi, regiunea Mîkolaiiv, Ucraina, formată din satele Komsomolske și Partîzanske (reședința).

## Demografie
Componența lingvistică a comunei Partîzanske
     Ucraineană (91,53%)
     Rusă (6,76%)
     Română (1,08%)
     Alte limbi (0,09%)
Conform recensământului din 2001, majoritatea populației comunei Partîzanske era vorbitoare de ucraineană (91,53%), existând în minoritate și vorbitori de rusă (6,76%) și română (1,08%).